# Graus nigra
Graus nigra es una especie de pez chopa (Kyphosidae) endémico de las aguas del Océano Pacífico (Sur del Perú, hasta Valdivia en Chile). Es un pez de roca conocido como mulata o vieja negra. su distribución batimétrica es desde el nivel del mar hasta los 25 m de profundidad, en fondos rocosos con grietas y grandes cuevas. Esta especie crece hasta un largo de 64,6 cm. Es importante para la pesca artesanal y deportiva, siendo muy apetecido por su carne. Es la única especie conocida del género Graus.

## Alimentación
Los juveniles hasta los 203 mm habitan las pozas intermareales, distribuyéndose los pequeños en las pozas altas y los peces grandes en las pozas bajas, donde consumen preferentemente jaibas, anfípodos, gasterópodos y bivalvos. Los adultos se encuentran en el submareal, consumiendo principalmente equinodermos, crustáceos, moluscos y peces.